# کریستین گومز
کریستین گومز (انگلیسی: Christian Gómez؛ زادهٔ ۷ نوامبر ۱۹۷۴) بازیکن فوتبال اهل آرژانتین است.
از باشگاه‌هایی که در آن بازی کرده‌است می‌توان به باشگاه فوتبال کلرادو رپیدز، باشگاه فوتبال آرسنال ساراندی، باشگاه فوتبال دی‌سی یونایتد، باشگاه اتلتیکو ایندپندینته، و باشگاه فوتبال آرژانتینوس جونیورز اشاره کرد.